# کانوگا پارک (لس آنجلس)
کانوگا پارک (به انگلیسی: Canoga Park) یک منطقهٔ مسکونی در ایالات متحده آمریکا است که در لس آنجلس، کالیفرنیا واقع شده‌است.
کانوگا پارک ۲۴۳٫۸۴ متر بالاتر از سطح دریا واقع شده‌است.